# Günther Meißner
Günther Meißner (* 6. Juli 1932 in Kronsdorf; † 23. März 2022 in Garching) war ein deutscher Physiker und Professor für Theoretische Physik an der Universität des Saarlandes.

## Leben
Günther Meißner studierte Physik an der damaligen Technischen Hochschule München, an der er 1963 auch promoviert wurde. Nach Forschungsaufenthalten an der Cornell University in New York und am Institut Laue-Langevin in Grenoble habilitierte er sich 1971 an der Technischen Universität München mit einer Studie über die Mikroskopische Theorie der Gitterdynamik. 1972 folgte er einem Ruf auf einen Lehrstuhl für Theoretische Physik an der Universität des Saarlandes, den er bis zu seiner Emeritierung im Jahr 2000 innehatte. Sein Forschungsinteresse galt der theoretischen Festkörperphysik und der Quantentheorie kondensierter Materie, wobei er sich unter anderem mit den Eigenschaften von Elektronengittern und mit Phasenübergängen befasste. In Erinnerung sind insbesondere seine Aktivitäten im Rahmen des Sonderforschungsbereichs 130 „Ferroelektrika“, der sich in den Jahren von 1974 bis 1989 hochaktuellen Fragestellungen widmete. Als Teilprojektleiter hat er hierbei wesentliche Ideen beigetragen, das kritische Verhalten von Kristallen beim ferroelektrischen Phasenübergang theoretisch zu erfassen. Ab 1994 beschäftigte er sich dann als Teilprojektleiter des Sonderforschungsbereichs 277 mit grenzflächenbestimmten Materialien. 
Günther Meißner starb am 23. März 2022 im Alter von 89 Jahren.